# Vågbrokyrkan
Vågbrokyrkan är en kyrkobyggnad i stadsdelen Vågbro i norra Söderhamn. Den tillhör Norrala-Trönö församling i Uppsala stift.

## Kyrkobyggnaden
Kyrkan är ett före detta baptistkapell som uppfördes 1889. Åren 1962-1966 gjordes en utgrävning under byggnaden där en ungdomsvåning inrättades. 1984 köptes kapellet av Norrala församling. Åren 1984 - 1986 tillbyggdes den så kallade lillkyrkan i anslutning till ursprungliga kapellet. Byggnadskomplexet innehåller ett flertal lokaler för olika församlingsfunktioner.